# Фёдоровка (Усманский район)
Фёдоровка — деревня в Усманском районе Липецкой области России. Входит в состав Сторожевско-Хуторского сельсовета.

## География
Деревня находится в юго-восточной части Липецкой области, в лесостепной зоне, в пределах Окско-Донской равнины, вблизи истока реки Усманка, на расстоянии примерно 12 км (по прямой) к северо-востоку от города Усмань, административного центра района. Абсолютная высота — 154 м над уровнем моря.
Климат
Климат умеренно континентальный с тёплым летом и умеренно холодной зимой. Абсолютный минимум температуры воздуха самого холодного месяца (января) составляет −39°С; абсолютный максимум самого тёплого (июля) — 38°С. Среднегодовое количество атмосферных осадков — 511 мм. Максимальное количество осадков выпадает в период с мая по октябрь.
Часовой пояс
Деревня Фёдоровка, как и вся Липецкая область, находится в часовой зоне МСК (московское время). Смещение применяемого времени относительно UTC составляет +3:00.

## Население
| 2010 | 2011 |
| ---- | ---- |
| 240  | →240 |

Гендерный состав
По данным Всероссийской переписи населения 2010 года, в гендерной структуре населения мужчины составляли 46,3 %, женщины — соответственно 53,7 %.
Национальный состав
Согласно результатам переписи 2002 года, в национальной структуре населения русские составляли 98 % из 326 чел.

## Улицы
Уличная сеть деревни состоит из двух улиц (ул. Барская и ул. Садовая).